# Franz Aumann
Franz Josef Aumann CanReg (auch: Aumon, Auman; * 24. Februar 1728 in Traismauer, Niederösterreich; † 30. März 1797 in St. Florian, Oberösterreich) war ein österreichischer römisch-katholischer Priester, Augustiner-Chorherr und Komponist.

## Leben und Wirken
Franz Josef Aumann war Sohn eines Schulmeisters und Organisten. Zu seinen frühen Freunden als Hofsängerknabe gehörten Michael Haydn und Johann Georg Albrechtsberger.
1753 trat er in das Chorherrenstift St. Florian ein, wo er 1754 die Profess ablegte und zum Priester geweiht wurde. Bereits 1755 zum Regens chori ernannt, erhielt er in Wien Generalbassunterricht bei Giovanni Boog. Er widmete sich mit besonderer Liebe und Sorgfalt der Pflege geistlicher und weltlicher Musik im Stift und übte durch seine zahlreichen Kompositionen weitreichenden Einfluss auf die österreichische Kirchenmusik aus.
Er schrieb in erster Linie Kirchenmusik, die u. a. noch Elemente der Barockmusik aufweist. Zu seinen Werken gehören Messen, Psalmvertonungen, Requien, aber auch Singspiele, Divertimenti und andere Instrumentalstücke (u. a. Sinfonien).
Mit seiner Musik stand er unter dem Einfluss der venezianischen und neapolitanischen Schule sowie der Wiener Klassik. Im 19. Jahrhundert noch sehr bekannt und unter anderem von Anton Bruckner, der 1848 bis 1855 als Stiftsorganist an St. Florian wirkte, hochgeschätzt, geriet er später weitgehend in Vergessenheit. Von seinen zahlreichen Kirchenwerken bewunderte Bruckner nicht nur deren profunde Kontrapunktik, sondern vor allem die farbige Harmonik. In 1879 schrieb er zu Aumanns Ecce quomodo moritur justus und Tenebrae factae sunt drei Posaunen hinzu.

## Werke (Auswahl)
- Missa ex F (Orgelsolomesse) für vierstimmigen Chor (Soli) und Orgel (Instr. ad lib.)
- Seid fröhlich, ihr Schäfer (Chorus Pastoralis)
- Requiem für Sopran, Alt, Bass (dreistimmigen Chor), zwei Hörner, zwei Violinen und B.c.